# Neocalyptrocalyx
Neocalyptrocalyx é um género de plantas com flores pertencentes à família Capparaceae.
A sua distribuição nativa é do norte da América do Sul ao norte e leste do Brasil.
Espécies:
- Neocalyptrocalyx eichleriana (Urb.) Iltis & Cornejo
- Neocalyptrocalyx grandipetala (Maguire & Steyerm.) Cornejo & Iltis
- Neocalyptrocalyx leprieurii (Briq.) Iltis
- Neocalyptrocalyx maroniensis (Benoist) Cornejo & Iltis
- Neocalyptrocalyx morii Cornejo & Iltis
- Neocalyptrocalyx muco (Iltis, Cumaná, R.Delgado & Aymard) Cornejo & Iltis
- Neocalyptrocalyx nectareus (Vell.) Hutch.